# Daisy Marie
Daisy Marie, née le 6 février 1984 à Los Angeles, est une actrice pornographique américaine d'origine mexicaine.

## Biographie
Sa famille est originaire de l'État de Zacatecas, elle grandit à Salem (Oregon).
Daisy était finaliste du show réalité Jenna's American Sex Star. Elle apparait dans la vidéo « Disco Inferno » en 2005 de 50 Cent.
En 2008 elle est « Penthouse Pet » dans le magazine Penthouse.

## Récompenses et nominations
- 2004 AVN Award nominee – Best New Starlet[3]
- 2004 AVN Award nominee – Best Three-Way Sex Scene (Video) – Hot Bods & Tail Pipe 26 (avec Bella-Marie Wolf & Mark Ashley)
- 2007 AVN Award nominee – Most Valuable Starlet (Unrecognized Excellence)[4]
- 2007 AVN Award nominee – Best Sex Scene Coupling (Video) – Aphrodisiac (avec Evan Stone)
- 2007 AVN Award nominee – Best Solo Sex Scene – Barely Legal School Girls
- 2008 AVN Award nominee – Best All-Girl Sex Scene (Video) – Evilution 3 (avec Jenna Haze)[5]
- 2008 AVN Award nominee – Best Threeway Sex Scene – Facade (avec Alexis Love & Jean Val Jean)
- 2008 FAME Award nominee – Favorite Female Starlet[6]
- 2009 AVN Award nominee – Best Tease Performance – Touch Me[7]
- 2009 FAME Award nominee – Favorite Female Starlet[8]
- 2009 FAME Award nominee – Favorite Ass
- 2009 FAME Award winner – Favorite Underrated Star[9]
- 2010 FAME Award nominee – Favorite Ass[10]
- 2011 AVN Award nominee – Best Three-Way Sex Scene (G/G/B) – Sunny’s B/G Adventure (avec Sunny Leone & Voodoo)
- 2012 AVN Award nominee – Best Girl/Girl Sex Scene – RolePlay (avec Sunny Leone)

## Filmographie sélective
- Co-Ed Confidential(2007) série tv érotique sur Cinemax : Sophie
- Faithless (2009)
- Gangland 32 (2002)
- Housewives Hunting Housewives (2009 - Penthouse)
- Lesbian Workout (2012 - Elegant Angel)
- No Man's Land Latin Edition 3 (2003)
- No Man's Land 41 (2006)
- No Man's Land Interracial Edition 11 (2006)
- No Man's Land Latin Edition 7 (2006)
- No Man's Land Latin Edition 9 (2007)
- No Man's Land: Girls in Love 2 (2009)
- No Man's Land: Girls in Love 5 (2010)
- Pyjama Party (2009)
- Slutty School Girls (2009)
- Two Dicks In One Chick 1 (2003)
- United Colors Of Ass 10 & 11 (2006)
- Up And Cummers 113 (2003)
- Virtual Daisy (2005)
- What Girls Like (2008)
- What Happens In Vegas (2007)
- White Water Shafting (2007)
- Whoriental Sex Academy 4 (2002)
- Wicked Wives: A Voyeur's Diary (2008)
- Wild On X 1 (2004)
- Women In Black 2 (2002)
- Women of Color 11 (2006)
- Women On Top Of Men 2 (2005)
- Women Seeking Women 89 (2012)
- Working Latinas 4 (2009)
- Young As They Cum 10